# 內斯特鎮區 (密歇根州)
內斯特鎮區（英語：Nester Township）是位於美國密歇根州羅斯康芒縣的一個行政鎮區。

## 地方資料
內斯特鎮區的面積為187.15平方千米，當中陸地面積為184.80平方千米，而水域面積為2.35平方千米。根據2020年美國人口普查的數據，當地共有人口262人，而人口密度為每平方千米1.4人。